# Iason Abramasjvili

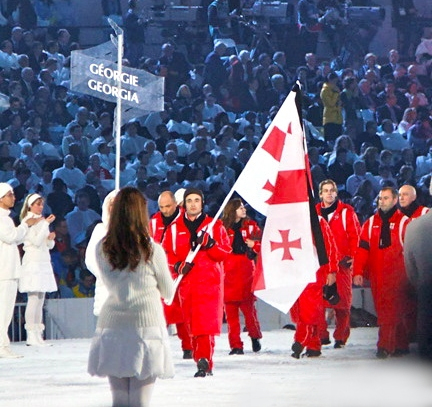
Iason Abramasjvili (med flaggan) leder Georgiens intåg vid de Olympiska spelen 2010 i Vancouver, Kanada.

Iason Abramasjvili (georgiska: იასონ აბრამაშვილი) född 26 april 1988 i Bakuriani, Georgiska SSR, Sovjetunionen, är en georgisk alpinskidåkare. 
Abramasjvili representerade Georgien vid de Olympiska vinterspelen 2010 i grenarna slalom och storslalom. I slalom körde han ur, och i storslalom slutade han 46:a och fick inte genomföra ett andra åk. Efter att hans landsman Nodar Kumaritasjvili, som också kom ifrån Bakuriani, avlidit efter en rodelolycka övervägde han från början att dra sig ur tävlingen, men han beslöt sig för att stanna och tävla i sin landsmans ära. Abramasjvili var även Georgiens fanbärare vid samma olympiska spel.

### Fotnoter
1. ↑  Vinton, Nathaniel (23 februari 2010). ”Skier Iason Abramashvili competes after teammate and friend Nodar Kumaritashvili's death at Olympics”. Daily News. http://www.nydailynews.com/sports/winter_olympics_2010/2010/02/24/2010-02-24_untitled__luger24s.html. (engelska)